# Johannes von Worcester

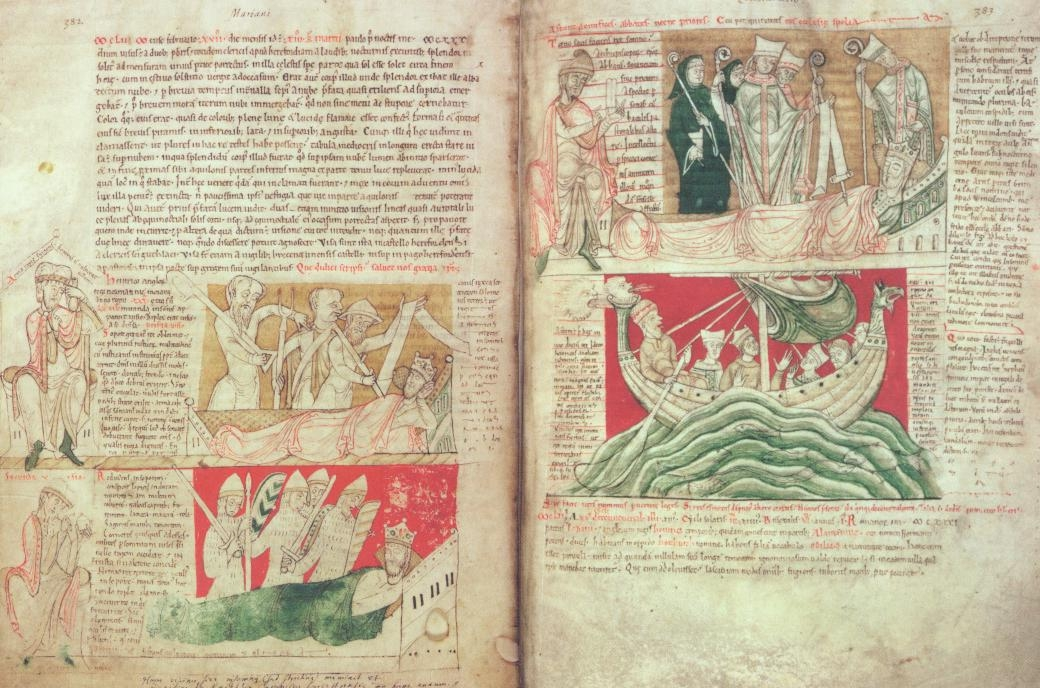
John von Worcester, Chronik der Welt und der englischen Geschichte. Die Chronik zeigt in drei Miniaturen den Alptraum Heinrichs I., die drei Stände der Gesellschaft (labatores, bellatores, oratores) erhöben sich gegen ihn. Worcester, Kathedralkloster, Handschrift von drei Händen, fortgeführt bis 1140 Pergament, Oxford, Corpus Christi College, The Library Ms. 157, S. 382–383

Johannes von Worcester († um 1140; englisch John of Worcester, latinisiert Johannes Wigorniensis) war ein englischer Mönch und Chronist.

## Leben
Johannes von Worcester war der Autor des Chronicon ex chronicis, die früher Florentius von Worcester zugeschrieben wurde. Das Chronicon beginnt mit der Schöpfung und endet 1140. Früher ging man davon aus, dass nur der letzte Teil der Chronik von Johannes geschrieben wurde. Den chronologischen Rahmen für das Werk entnahm er der Chronik des Marianus Scotus. Es kann davon ausgegangen werden, dass Johannes auch andere Quellen verwendete, die heute nicht mehr existieren. Dazu zählt auch eine Abschrift der Angelsächsischen Chronik. Möglicherweise verwendete er eine Vorlage, die auch von Wilhelm von Malmesbury verwendet wurde, dessen Gesta regum anglorum ähnliches Material wie das Chronicon enthält. Wahrscheinlich griff Johannes auch auf lokales Wissen zurück.

## Werke
- Reginald R. Darlington, P. McGurk (Hrsg.): The chronicle of John of Worcester. 3 Bände, Clarendon, Oxford 1995–1998.